# Amilina
L'amilina umana, o Human Islet Amyloid Precursor Polypeptide (hIAPP), è una proteina altamente conservata costituita da 37 residui amminoacidici secreta nelle cellule β del pancreas insieme all'insulina. Il gene che la codifica è situato nel braccio corto del cromosoma 12.

## Funzione
L'amilina è un ormone cosecreto con l'insulina in risposta alla presenza di alte concentrazioni nutrienti nel sangue ed è assente sia nel diabete tipo 1 che in quello tipo 2. L'amilina è prodotta insieme all'insulina e la sua glicazione provoca deposito di sostanza amiloide a livello pancreatico. 
Essa svolge numerose funzioni: 
- ormonale - con il controllo endogeno ed esogeno del carico di nutrienti,
- inibitoria - in particolare inibisce la secrezione del glucagone
- regolatoria - nel processo di assorbimento dei carboidrati. Da sola o in combinazione con le colecistochinine (CCK) stimola la sazietà ed è utile nella regolazione dell'apporto calorico nell'obesità e in altri disordini alimentari.

## Struttura e patologie associate
L'amilina presenta la seguente struttura primaria:KCNTATCATQRLANFLVHSSNNFGAILSSTNVGSNTY. È inoltre presente un ponte disolfuro tra i residui di cisteina in posizione 2 e 7. 
L'amilina è l'unità monomerica delle fibrille amiloidi presenti nelle isole di Langerhans del pancreas nel 90% dei malati di diabete mellito tipo 2.
La struttura di tali fibrille mostra una elevata percentuale di strutture a beta foglietto. In vitro, la formazione di tali fibrille passa attraverso la formazione di oligomeri ricchi di beta foglietti in grado di rendere permeabili membrane artificiali con la formazione di strutture simili a canali ionici. Ulteriori studi hanno permesso di individuare nella regione compresa tra gli amminoacidi 20-29 la zona potenzialmente in grado di permettere la formazione di strutture beta.
Confrontando la struttura primaria dell'amilina murina o rIAPP con quella umana si nota the l'84% circa della sequenza è la stessa: le due strutture differiscono per appena 6 amminoacidi situati nella regione compresa tra i residui 17-29. L'amilina dei roditori non sembra in grado di aggregarsi in strutture amiloidi e infatti i ratti sono mammiferi che non si ammalano di diabete mellito tipo 2. Alcuni studi suggeriscono che le Pro25, Pro28, Pro29, svolgano un ruolo importante nell'impedire tale aggregazione. Inoltre studi condotti su topi transgenici mostrano come la sovraespressione di amilina umana nei roditori induca la comparsa di fibrille amiloidi tipiche del diabete mellito tipo 2.